# NGC 3791
NGC 3791 est une galaxie lenticulaire située dans la constellation de la Coupe. NGC 3791 a été découverte par l'astronome germano-britannique William Herschel en 1787.

## Caractéristiques
Sa vitesse par rapport au fond diffus cosmologique est de 5 893 ± 52 km/s, ce qui correspond à une distance de Hubble de 86,9 ± 6,1 Mpc (∼283 millions d'al).
À ce jour, une mesure non basée sur le décalage vers le rouge (redshift) donne une distance d'environ 77,700 Mpc (∼253 millions d'al). Cette valeur est tout juste à l'extérieur des valeurs de la distance de Hubble. Notons cependant que c'est avec la valeur moyenne des mesures indépendantes, lorsqu'elles existent, que la base de données NASA/IPAC calcule le diamètre d'une galaxie et qu'en conséquence le diamètre de NGC 3791 pourrait être d'environ 33,3 kpc (∼109 000 al) si on utilisait la distance de Hubble pour le calculer.